# Шишкин, Альберт Александрович
Альбе́рт Алекса́ндрович Ши́шкин (3 января 1938, Москва — 12 января 2021, Москва) — советский и российский государственный деятель и предприниматель, пятый руководитель В/О, ОАО и АО «Техснабэкспорт» (TENEX).
В 1988 году был назначен на должность генерального директора В/О «Техснабэкспорт» и занимал её до 1998 года.
Под руководством Шишкина А. А. компания существенно нарастила поставки урановой и изотопной продукции в страны Европы. Были заключены долгосрочные контракты с Республикой Кореей, ЮАР, КНР, Швейцарией, Японией и другими государствами.
Принимал участие в подписании и дальнейшей реализации исторического контракта ВОУ-НОУ с американской обогатительной корпорацией USEC для поставки в США низкообогащённого урана.

## Ранние годы
Родился 3 января 1938 года в Москве.
В 1945—1955 годах учился в школе № 370 им. Н. Ф. Гастелло в Сокольниках (ныне — пятый учебный корпус московской школы № 1530 на ул. 2-я Сокольническая, д. 3).
После окончания школы год работал экспедитором в Фундаментальной библиотеке общественных наук АН СССР (ФБОН) и учился на подготовительных курсах в ИнЯЗе. Во время учёбы в само́м университете получал сталинскую стипендию.
В 1960—1961 годах проходил практику в ГДР в Университете им. Карла Маркса в Лейпциге.
В 1962 году окончил Московский государственный педагогический институт иностранных языков с красным дипломом по специальности «переводчик немецкого и английского языков».

## Карьера
С 1962 по 1970 год — работа в ГДР в СГАО «Висмут» сначала в качестве переводчика-синхрониста, затем главным референтом при генеральном директоре фирмы Семёне Николаевиче Волощуке, а в конце срока — полномочным представителем предприятия в Берлине.
В 1970—1974 годах работал в «В/О «Изотоп» и Конъюнктурном институте. В этот же период проходил учёбу на вечернем отделении в Академии внешней торговли и окончил её по специальности «внешняя торговля».
С 1974 по 1977 год был заместителем директора фирмы «Урансервис» в В/О «Техснабэкспорт».
С 1977 по 1982 год был в командировке и работал в Koneisto Norge — совместном советско-норвежском предприятии по продаже в Норвегию и сервисному обслуживанию советского станочного обрудования.
По возвращении в Москву в 1982 году становится генеральным директором «Урансервис».
В 1988 году в связи с уходом на пенсию бывшего председателя В/О «Техснабэкспорт» Пушкина Б. К. был назначен генеральным директором предприятия.
В 1989 году в целях расширения экспорта выпускаемой продукции образовал дочернюю компанию Internexco, что позволило осуществлять поставки природного урана на европейский рынок.
При Шишкине в 1990-х Техснабэкспорт внёс вклад в конверсию и диверсификацию предприятий Министерства Российской Федерации по атомной энергии. Они переводились на выпуск продукции гражданского назначения. Так, были созданы специализированные фирмы: «Атомприбор», «Твэлы», «Разноимпекс», «Редметтекс», «Телевидео» и «Автотенекс». По итогам внешнеэкономической деятельности российских предприятий в 1997 и 1998 годах Техснабэкспорт (TENEX) был награждён почётным дипломом и почётным знаком «Лучший российский экспортёр».
С 1999 по 2001 год — почётный президент ОАО «Техснабэкспорт».
С 2001 по 2002 год — генеральный директор фирмы Internexco GmbH в ФРГ.
В 2002—2015 годах — советник генерального директора ОАО «Техснабэкспорт».
С 2015 года на пенсии.
Умер 12 января 2021 года. Похоронен на Преображенском кладбище.

## Личная жизнь
Свободно владел английским, немецким и французским языками. В молодости профессионально занимался лёгкой атлетикой.
Жена и дети
- Жена — Шишкина Ольга Васильевна
- Дочь — Марина

Потомки
- Внуки — Денис и Даниил

## Награды
- Медаль «Ветеран труда»
- Медаль ордена «За заслуги перед Отечеством» II степени
- Медаль «В ознаменование 100-летия со дня рождения Владимира Ильича Ленина»
- Орден Святого благоверного князя Даниила Московского III степени
- Медаль «В память 850-летия Москвы»
- «Победитель социалистического соревнования», 1975 год
- Ударник пятилетки (одиннадцатой)
- Почётная грамота Правительства Российской Федерации «за большой вклад в развитие внешнеэкономических связей в области атомной промышленности и энергетики и многолетний добросовестный труд[5]».
- Ведомственный знак отличия в труде «Ветеран атомной энергетики и промышленности»